# Amaratge

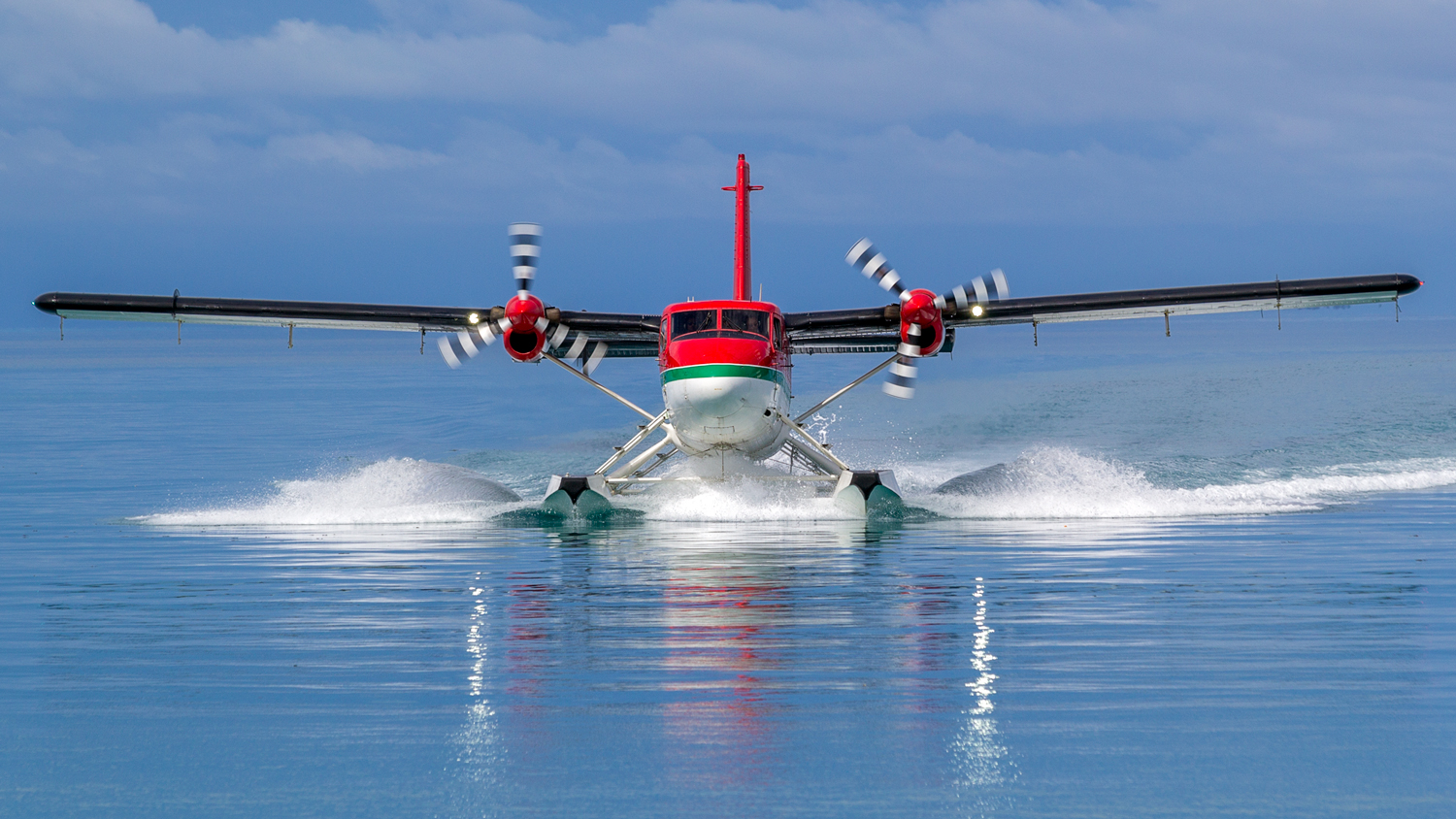
Un hidroavió de Twin Otter completant un amaratge a l'aigua

En l'aviació, un amaratge d'aigua és, en el sentit més ampli, un avió que aterra sobre una massa d'aigua. Els hidroavions, com els hidroavions i els hidroavions, amaren a l'aigua com un funcionament normal. La rasa és un amaratge d'emergència controlat a la superfície de l'aigua en un avió no dissenyat per a aquest propòsit, un fet molt rar. El vol controlat a la superfície i el vol incontrolat que acaba en una massa d'aigua (inclosa una excursió a l'aigua) generalment no es consideren amaratges d'aigua o rases.

## Amaratges d'avions

### Per disseny
La càpsula Apollo 15 descendeix sota dos de tres paracaigudes.
Els hidroavions, els hidroavions i els avions amfibis estan dissenyats per enlairar-se i encendre's a l'aigua. L'encesa pot ser suportada per un fuselatge en forma de casc i/o pontons. La disponibilitat d'una pista llargament efectiva va ser històricament important per aixecar les restriccions de mida dels avions, i la seva llibertat de les franges construïdes segueix sent útil per al transport a llacs i altres àrees remotes. La capacitat de regar a l'aigua també és important per a les operacions de salvament marítim i la lluita contra incendis. Un desavantatge de la llum de l'aigua és que és perillosa en presència d'ones. A més, l'equip necessari compromet l'eficiència i la velocitat aerodinàmica de la nau.
Les primeres naus espacials tripulades llançades pels Estats Units van ser dissenyades per encendre l'aigua pel mètode d'amaratge. L'embarcació es llançava en paracaigudes a l'aigua, que actuava com un coixí per aturar l'embarcació; Els efectes van ser violents però sobreviscuts. La il·luminació sobre l'aigua en lloc de la terra va fer que els coets de frenada no s'innecessàries, però els seus desavantatges incloïen la difícil recuperació i el perill d'ofegar-se. El disseny del transbordador espacial de la NASA estava destinat a amarar en una pista d'aterratge. Algunes futures naus espacials estan planejant permetre il·luminacions d'aigua (SpaceX Dragon, Boeing CST-100, etc.)

### En dificultats
Tot i que la caiguda és extremadament infreqüent en els viatges comercials de passatgers, els avions petits tendeixen a abandonar una mica més sovint perquè normalment només tenen un motor i els seus sistemes tenen menys acomiadaments. Segons la Junta Nacional de Seguretat del Transport, hi ha al voltant d'una dotzena de rases a l'any.

#### Aviació general
L'aviació general inclou tots els camps de l'aviació fora dels vols militars o programats (comercials). Aquesta classificació inclou avions petits, per exemple, avions d'entrenament, dirigibles, planadors, helicòpters i avions corporatius, inclosos avions de negocis i altres operacions de lloguer. L'aviació general té la taxa d'accidents i incidents més alta de l'aviació, amb 16 morts per milió d'hores de vol, en comparació amb les 0,74 morts per milió d'hores de vol per a vols comercials (Amèrica del Nord i Europa).

#### Avions comercials
El vol 1549 d'US Airways va caure sobre el riu Hudson el 2009 amb tots els passatgers sobrevivint.
La FAA no requereix que els pilots comercials s'entrenin per abandonar, però el personal de cabina de l'aerolínia ha d'entrenar-se en el procés d'evacuació. A més, la FAA va implementar normes en quines circumstàncies (tipus d'operador, nombre de passatgers, pes, ruta) un avió ha de portar equips d'emergència, inclosos dispositius flotants com armilles salvavides i bots salvavides.
Botó de rasa al panell aeri d'un Airbus A330
Alguns avions estan dissenyats tenint en compte la possibilitat d'un amaratge d'aigua. Els avions Airbus, per exemple, compten amb un "botó de rasa" que, si es prem, tanca vàlvules i obertures per sota de l'avió, inclosa la vàlvula de sortida, l'entrada d'aire per a la RAT d'emergència, l'entrada d'aviònica, la vàlvula d'extracte i la vàlvula de control de flux. Es tracta d'alentir les inundacions en un amaratge d'aigua.

#### Rases d'aigua de l'avió de passatgers
| Datar                  | Aeronau                                      | Morts | Detalls |
| ---------------------- | -------------------------------------------- | ----- | --- |
| 11 d'abril de 1952     | Douglas DC-4                                 | 52    | 11 d'abril de 1952: El vol 526A de la Pan Am va abandonar 11,3 milles al nord-oest de Puerto Rico a causa d'una fallada del motor després d'enlairar-se. Molts van sobreviure a la retirada inicial, però els passatgers espantats es van negar a deixar el naufragi que s'enfonsava i es van ofegar. 52 passatgers van morir, 17 passatgers i membres de la tripulació van ser rescatats per la USCG. Després d'aquest accident es va recomanar implementar demostracions de seguretat prèvies al vol per a vols sobre l'aigua. |
| 16 d'abril de 1952     | de Havilland Austràlia DHA-3 Drover          | 0     | 16 d'abril de 1952: el DHA-3 Drover VH-DHA Austràlia operat pel Departament d'Aviació Civil d'Austràlia amb 3 ocupants va ser abandonat al mar de Bismarck entre Wewak i l'illa de Manus. L'hèlix del port va fallar, una fulla d'hèlix va penetrar al fuselatge i el pilot únic va quedar inconscient; la rasa va ser realitzada per un passatger; Els tres ocupants van sobreviure. |
| 3 d'agost de 1953      | Constel·lació Lockheed L-749A                | 4     | 3 d'agost de 1953: El vol 152 d'Air France, una constel·lació lockheed L-749A, va abandonar 6 milles de Fethiye Point, Turquia, a 2,5 milles mar endins del mar Mediterrani en un vol entre Roma, Itàlia i Beirut, Líban. L'hèlix havia fallat a causa d'una fractura de fulla. A causa de les vibracions violentes, el motor número tres es va trencar i es va perdre el control del motor número quatre. La tripulació de vuit i tots menys quatre dels 34 passatgers van ser rescatats; Els altres quatre passatgers van morir. |
| 19 de juny de 1954     | Convair CV-240 HB-IRW                        | 3     | 19 de juny de 1954: Swissair Convair CV-240 HB-IRW abandona el Canal de la Mànega a causa de la fam de combustible, que es va atribuir a un error del pilot. Els tres tripulants i cinc passatgers van sobreviure a la fugida i van poder escapar de l'avió. No obstant això, tres dels passatgers no podien nedar i finalment es van ofegar, ja que no hi havia armilles salvavides a bord, cosa que no estava prescrita en aquell moment. |
| 23 de juliol de 1954   | Douglas C-54A-10-DC Skymaster                | 10    | 23 de juliol de 1954: Cathay Pacific VR-HEU abandona el mar de la Xina Meridional després de ser afusellat per dos combatents Lavochkin La-11 del 85è Regiment de Caces de la Força Aèria de l'Exèrcit Popular d'Alliberament (PLAAF). Mentre que deu passatgers i la tripulació van morir per bales i la posterior retirada, vuit més van sobreviure i van escapar de l'avió que s'enfonsava, inclosos els dos pilots. |
| 26 de març de 1955     | Boeing 377 Stratocruiser                     | 4     | El 26 de març de 1955, el vol 845/26 de la Pan Am va abandonar 35 milles de la costa d'Oregon després que un motor es desprengués. Tot i que la secció de cua es va trencar durant l'impacte, l'avió va flotar durant vint minuts abans d'enfonsar-se. 4 van morir, però 19 supervivents van ser rescatats després de 90 minuts més a l'aigua. |
| 2 d'abril de 1956      | Boeing 377                                   | 5     | 2 d'abril de 1956: El vol 2 de Northwest Orient Airlines (un Boeing 377) va caure a Puget Sound després d'una severa pèrdua d'altitud que més tard es va determinar que havia estat causada per la incapacitat de la tripulació de tancar les solapes de vaca en els motors de l'avió. Tots a bord van escapar de l'avió després d'un amaratge de text, però quatre passatgers i un assistent de vol van sucumbir a ofegar-se o a hipotèrmia abans de ser rescatats |
| 16 d'octubre de 1956   | Boeing 377                                   | 0     | El 16 d'octubre de 1956, el vol 6 de la Pan Am (també un Boeing 377) va abandonar el nord-est de Hawaii, després de perdre dos dels seus quatre motors. L'avió va donar la volta a la USCGC Pontchartrain fins a trenc d'alba, quan va abandonar; Els 31 que viatjaven a bord van sobreviure. |
| 14 de juliol de 1960   | DC-7C                                        | 1     | 14 de juliol de 1960: un DC-7C de Northwest Airlines amb 7 tripulants i 51 passatgers va fer una reeixida rasa en aigües infestades de taurons a les 4:05 am, 11 milles de Magdalo barrio, Illa Polillo a uns 80 milles de Manila, Filipines. El capità David Hall es va veure obligat a fer un amaratge d'aigua d'emergència després que esclatés un incendi en el motor número 2 quan no feia plomes seguit de la seva hèlix girant. En la foscor i els mars aspres, la tripulació va ser capaç d'evacuar a tots els passatgers i, finalment, aconseguir-los a bord de les basses salvavides, ja que l'avió es va enfonsar el nas primer a l'oceà Pacífic. Només hi va haver una pèrdua de vides causada per un atac de cor. Els 57 passatgers i la tripulació van ser rescatats cinc hores més tard per l'amfibi Grumman de la Guàrdia Costanera i un PBM de la Marina dels Estats Units des de la base naval de Sangley Point a Cavite, Filipines. |
| 22 d'octubre de 1962   | DC-7C                                        | 0     | El 22 d'octubre de 1962, un DC-7C de Northwest Airlines amb 7 tripulants i 95 passatgers fer un amaratge d'aigua amb èxit a Sitka Sound. El vol xàrter militar estava de camí a la Base de la Força Aèria Elmendorf des de la Base de la Força Aèria McChord i, abans de la sortida poc abans de la 1 de la nit.m hora local, la tripulació havia estat lluitant amb un problema d'hèlix durant uns 45 minuts. L'avió es va mantenir a flotació durant 24 minuts després d'arribar a descansar a l'aigua, donant als ocupants un ampli temps per evacuar en bots salvavides. Només es van registrar 6 ferits lleus; Tots els passatgers i la tripulació van ser rescatats ràpidament per vaixells de la Guàrdia Costanera dels Estats Units. L'informe d'accident va qualificar la rasa com "una gesta excepcional", citant diversos factors clau en l'èxit d'aquest amaratge d'aigua: l'habilitat dels pilots, les condicions ideals (mars tranquils, clima favorable, llum del dia), temps per preparar-se per a la rasa i la facilitat dels passatgers militars amb les ordres. Els pilots que van sobrevolar l'escena també van elogiar la tripulació del nord-oest, anomenant-la la "millor rasa que havien vist mai". |
| 23 de setembre de 1962 | Lockheed 1049H-82 Super Constel·lació N6923C | 28    | 23 de setembre de 1962: Vol 923 de la Línia Tiger Voladora, un Lockheed 1049H-82 Super Constellation N6923C, avió de passatgers, en un vol xàrter militar (MATS), amb una tripulació de 8 i 68 passatgers civils i militars nord-americans (paracaigudistes) abandonats a l'Atlàntic Nord a unes 500 milles a l'oest de Shannon, Irlanda, després de perdre tres motors en un vol des de Gander, Terranova a Frankfurt, Alemanya Occidental. 45 dels passatgers i 3 de la tripulació van ser rescatats, amb 23 passatgers i 5 membres de la tripulació perduts en els mars escombrats per la tempesta. Tots els ocupants van evacuar amb èxit l'avió. Els que es van perdre van sucumbir en els mars aspres. |
| 21 d'agost de 1963     | Tupolev Tu-124                               | 0     | 21 d'agost de 1963: El vol 366 de l'Aeroflot cau al riu Neva a Leningrad (ara Sant Petersburg) després de quedar-se sense combustible. Un remolcador proper va arrossegar l'avió fins a la costa, on els passatgers van desembarcar a l'remolcador; Els 52 que viatjava a bord van fugir sense ferits. |
| 2 de maig de 1970      | McDonnell Douglas DC-9-33CF                  | 23    | 2 de maig de 1970: El vol ALM 980 (un McDonnell Douglas DC-9-33CF), abandonat en aigües de quilòmetres de profunditat després de quedar-se sense combustible durant múltiples intents d'amarar a l'Aeroport Internacional Princesa Juliana a l'illa de Sint Maarten a les Antilles Neerlandeses sota un clima de baixa visibilitat. L'avís insuficient a la cabina va provocar que diversos passatgers i la tripulació seguissin dempeus o amb cinturons de seguretat sense avisar quan l'avió va impactar contra l'aigua. Dels 63 ocupants, 40 supervivents van ser recuperats per helicòpters militars nord-americans. |
| 24 d'abril de 1994     | Douglas DC-3                                 | 0     | 24 d'abril de 1994. dc-3, VH-EDC. Després d'enlairar-se de l'aeroport de Sydney (Austràlia) a uns 200 peus, l'avió va patir una fallada del motor esquerre. La potència del motor adequat era insuficient per pujar o mantenir l'alçada, de manera que el pilot va dur a terme una rasa reeixida. Els 25 que viatjaven a bord van sobreviure amb només una ferida física lleu. |
| 23 de novembre de 1996 | Boeing 767-260ER                             | 125   | El 23 de novembre de 1996, el vol 961 d'Ethiopian Airlines (un Boeing 767-260ER), va ser abandonat a l'Oceà Índic prop de les Comores després de ser segrestat i sense combustible, matant a 125 dels 175 passatgers i tripulació a bord. Incapaç d'operar solapes, va impactar a gran velocitat, arrossegant la punta de l'ala esquerra abans de caure i trencar-se en tres trossos. Els segrestadors de pànic estaven lluitant contra els pilots pel control de l'avió en el moment de l'impacte, cosa que va provocar que l'avió rodés just abans de colpejar l'aigua, i la punta de l'ala posterior colpejant l'aigua i la ruptura són el resultat d'aquesta lluita a la cabina. Alguns passatgers van morir en l'impacte o van quedar atrapats a la cabina quan van inflar les seves armilles salvavides abans de sortir. La majoria dels supervivents van ser trobats penjats en una secció del fuselatge que va romandre flotant. |
| 31 de maig de 2000     | Piper PA-31                                  | 8     | 31 de maig de 2000: Un cap piper PA-31 que operava el vol 904 de Whyalla Airlines va abandonar el golf de Spencer, al sud d'Austràlia, a la nit després que ambdós motors fallessin. Les condicions molt fosques i la manca de referència visual van complicar l'amaratge i el pilot i els 7 passatgers van morir. Com a resultat de les regulacions d'accidents a Austràlia, ara requereixen que tots els avions que transporten passatgers que paguen sobre l'aigua portin armilles salvavides i equips de supervivència. |
| 16 de gener de 2002    | Boeing 737                                   | 1     | El 16 de gener de 2002, el vol 421 de Garuda Indonesia (un Boeing 737) va caure amb èxit al riu Bengawan Solo prop de Yogyakarta, Illa java, després d'experimentar una flamarada de dos motors durant les fortes precipitacions i calamarsa. Els pilots van intentar reiniciar els motors diverses vegades abans de prendre la decisió d'abandonar l'avió. Les fotografies preses poc després de l'evacuació mostren que l'avió va arribar a descansar en aigües profundes del genoll. Dels 60 ocupants, un assistent de vol va morir ofegat i mort. |
| 11 de novembre de 2002 | Fokker F27 Amistat                           | 19    | 11 de novembre de 2002: El vol 585 de Laoag International Airlines es va enlairar de la pista 31 de Manila poc després de les 6 per a un vol a Laoag i l'aeroport basc (BSO). Poc després es van desenvolupar problemes amb el motor d'enlairament en el motor esquerre de l'avió. El pilot va declarar l'emergència i va intentar amarar l'avió, però va decidir a última hora llançar-se al mar. L'avió es va trencar i es va enfonsar a l'aigua a una profunditat d'uns 60 peus. 19 dels 34 ocupants van morir. |
| 6 d'agost de 2005      | ATR 72                                       | 16    | El 6 d'agost de 2005, el vol Tuninter 1153 (un ATR 72) va abandonar la costa siciliana després de quedar-se sense combustible. Dels 39 que hi havia a bord, 23 van sobreviure amb ferides. El naufragi de l'avió va ser trobat en tres trossos. |
| 15 de gener de 2009    | Airbus A320                                  | 0     | El 15 de gener de 2009, el vol 1549 d'US Airways (un Airbus A320) va caure amb èxit al riu Hudson entre Nova York i Nova Jersey, després d'informes de múltiples atacs d'aus. Aquest esdeveniment de vegades es coneix com "miracle al Hudson", ja que tots els 155 passatgers i tripulació a bord van escapar i van ser rescatats per ferris de passatgers i creuers diürn, malgrat les temperatures de congelació. La desesó es va produir prop dels Circle Line Sightseeing Cruises i els molls de NY Waterway al centre de Manhattan. |
| 22 d'octubre de 2009   | Illencs de Bretanya-Norman                   | 1     | 22 d'octubre de 2009: un Divi Air Britten-Norman Islander que operava el vol 014 de Divi Air va abandonar la costa de Bonaire després que el seu motor d'estribord fallés. El pilot va informar que l'avió estava perdent 200 peus per minut després d'optar per volar a un aeroport. Els 9 passatgers van sobreviure, però el capità va quedar inconscient i, tot i que alguns passatgers van intentar alliberar-lo, es va ofegar i va ser abatut amb l'avió. |
| 6 de juny de 2011      | Antonov An-26                                | 0     | 6 de juny de 2011: un vaixell de càrrega Solenta Aviation Antonov An-26 que volava per DHL Aviation va abandonar l'oceà Atlàntic prop de Libreville, Gabon. Els tres tripulants i un dels passatgers van ser rescatats amb ferides lleus. |
| 11 de juliol de 2011   | Antonov An-24                                | 7     | 11 de juliol de 2011: El vol 9007 d'Angara Airlines (un turbohèlix Antonov An-24) va caure en aigües poc profundes al riu Ob prop de Strezhevoy, Rússia, després d'un incendi de motor en vol. Després del contacte amb l'aigua, la cua i un motor es van trencar, però la resta del fuselatge es va quedar en una sola peça. De les 37 persones a bord, 7 passatgers van morir i 19 van resultar ferits. |

#### Avions que amaren a l'aigua per altres motius
Passatgers i tripulació rescatats per vaixells després que el vol 73 d'Air Niugini aterrés a la llacuna de Chuuk el 28 de setembre de 2018
Els avions també acaben a l'aigua corrent pels extrems de les pistes, aterrant en aigua per sota del final d'una pista, o fins i tot sent volats per la terra a l'aigua durant esdeveniments suïcides / homicides. Dues vegades a l'aeroport de LaGuardia, els avions han rodat a l'East River.
- El 22 de novembre de 1968, el vol 2 de Japan Airlines, un DC-8-62, va amarar a la pista de la badia de San Francisco en acostar-se a l'Aeroport Internacional de San Francisco. No hi va haver víctimes mortals, i l'avió en si estava en bones condicions per ser retirat de l'aigua, reconstruït i volat de nou.
- El 8 de maig de 1978, el vol 193 de National Airlines, un Boeing 727 Trijet, va amarar involuntàriament a les aigües de la badia d'Escambia, prop de Pensacola, Florida, després de caure per sota de la pista durant una aproximació en condicions de boira. Hi va haver 3 víctimes mortals entre 52 passatgers i 6 membres de la tripulació.
- 7 d'agost de 1980: un Tupolev Tu-154B-1 operat per Tarom Romanian Airlines va caure a l'aigua, a 300 metres de la pista de l'aeroport de Nouadhibou (NDB/GQPP), Mauritània.
- El 13 de gener de 1982, el vol 90 d'Air Florida va caure al riu Potomac gelat després d'enlairar-se de l'Aeroport Nacional de Washington durant una tempesta de neu sense la descificació adequada. Només 6 dels 79 passatgers i la tripulació van sobreviure a l'accident inicial, i un dels supervivents finalment es va ofegar després d'ajudar altres passatgers a salvar-se. L'avió també va xocar contra un pont, matant a quatre i ferint a altres quatre motoristes.
- 23 de gener de 1982: El vol 30 de World Airways, aterrant a l'Aeroport Internacional Boston Logan després que un vol procedent de Newark, Nova Jersey, s'escapés de la pista a causa del gel i aterrés al port de Boston. L'àrea de la cabina es va separar de la resta del fuselatge a la primera fila de seients. Dos passatgers de la primera fila van desaparèixer i se suposa que van morir, però les altres 210 persones a bord van sobreviure.
- El 9 de febrer de 1982, el vol 350 de Japan Airlines va amarar en aigües poc profundes a la badia de Tòquio, a poca distància de la pista d'amaratge, en acostar-se a l'Aeroport Internacional de Tòquio, després que el capità activés els inversors d'impuls a causa d'una malaltia mental. Els membres de la tripulació van intentar detenir-lo, però no van tenir èxit. 24 dels 166 passatgers i cap dels vuit tripulants van morir. El capità va ser declarat no culpable de cap delicte a causa de la bogeria.
- 1985: Un DC-10 d'American Airlines que s'enlaira des de l'aeroport Muñoz Marín de Puerto Rico fins a l'Aeroport Internacional Dallas/Fort Worth de Texas va envair la pista i va caure en un llac proper. No hi ha hagut cap persona ferida.
- 20 de setembre de 1989: USAir 5050, un Boeing 737-401 amb 63 persones a bord, va envair la pista mentre s'enlairava de l'aeroport de La Guardia de Nova York, aterrava a l'East River i trencava en tres trossos, i va patir dues morts.
- 12 de setembre de 1993: mentre aterrava en males condicions meteorològiques a l'Aeroport Internacional De la Faa'a, Papeete, Tahití, un Boeing 747 que dirigia el vol 072 d'Air France hidroplanat, va sobrepassar la pista i va acabar amb el nas en una llacuna. Els 272 passatgers i la tripulació van ser evacuats amb èxit, tot i que els motors encara estaven en marxa i hi havia risc d'ingestió.
- El 4 de novembre de 1993, el vol 605 de China Airlines, un Boeing 747-409, va acabar a l'aigua després d'envair la pista 13 de l'Aeroport Internacional Kai Tak en amarar durant un tifó amb ràfegues de vent a la força del vendaval. Tots els 396 ocupants es van vestir amb armilles salvavides, van pujar als vuit tobogans i basses i no hi va haver víctimes mortals. L'estructura de l'avió es va mantenir per sobre de l'aigua fins i tot després que l'avió fos evacuat.
- El 3 de febrer de 2000, el vol 310 de Trans Arabian Air Transport, un Boeing 707-351 (C) que transportava càrrega, va sobrepassar greument la pista d'amaratge de l'aeroport de Mwanza després d'un primer intent fallit i finalment va amarar al mig del llac Victòria. L'avió va continuar flotant després de l'amaratge i els cinc tripulants van sobreviure, alguns amb ferides lleus.
- 30 d'abril de 2002: El vaixell de càrrega DC-10-30F N800WR es va acostar a Entebbe, Uganda, pista 35 després d'un vol de Londres-Gatwick que transportava més de 50 tones de càrrega. L'avió va amarar llarg: 4000-5000 peus per la pista de 12000 peus. El nas va tocar terra 13 segons després del tren d'amaratge principal. El DC-10 no va poder ser aturat i va lliscar de la pista cap al llac Victòria a uns 100 metres de l'extrem sud de la pista. El DC-10 va acabar amb els motors número 1 i 3 submergits i la secció de cabina separada del fuselatge. Els tripulants van ser rescatats amb una bassa salvavides en només 10 minuts després de l'accident.
- 13 d'abril de 2013: Vol 904 de Lion Air, un Boeing 737-800 (registre PK-LKS) de Bandung a Denpasar (Indonèsia) amb 108 persones a bord, va disparar la pista 09 i va caure al mar mentre aterrava a l'Aeroport Internacional Ngurah Rai. El fuselatge de l'avió es va trencar lleugerament prop de les ales. Tots els passatgers i la tripulació van ser evacuats amb seguretat i només van resultar ferits lleus.
- 28 de setembre de 2018: un Boeing 737-800 que realitzava el vol 73 d'Air Niugini va amarar en una llacuna per sota de l'Aeroport Internacional de Chuuk. Un dels passatgers va morir, però els altres 46 tripulants i passatgers van ser evacuats per vaixells.
- 2 de juliol de 2021: El vol 810 de Transair - Un motor de l'avió de càrrega Boeing 737-200 va fallar en el camí de Honolulu a la veïna illa hawaiana de Maui. La tripulació va intentar tornar a l'Aeroport Internacional Daniel K. Inouye de Honolulu, però el segon motor de l'avió es va sobreescalfar, obligant als dos pilots a bord a abandonar l'avió a uns 6,4 km de la costa sud d'Oahu. Tots dos pilots van ser rescatats per la Guàrdia Costanera dels Estats Units.

#### Avions militars
Un nombre limitat d'avions militars anteriors a la Segona Guerra Mundial, com el Grumman F4F Wildcat i el Douglas TBD Devastator, estaven equipats amb bosses de flotació que els mantenien a la superfície en cas d'una rasa.
L'amaratge d'emergència "ocell aquàtic" és una tècnica desenvolupada per les forces canadenques per amarar amb seguretat l'helicòpter Sikorsky CH-124 Sea King si un motor falla mentre sobrevola l'aigua. La tècnica d'amaratge d'emergència permet a l'avió equipat amb casc de vaixell amarar a l'aigua de manera controlada.

## Llançament d'amaratges d'aigua de vehicles
A partir de 2013 i continuant en 2014 i 2015, SpaceX va dur a terme una sèrie de proves d'amaratge d'aigua de l'oceà com a preludi per portar coets acceleradors de tornada a la plataforma de llançament en un esforç per reutilitzar les etapes de reforç de vehicles de llançament. Set vols de prova amb descensos controlats s'han dut a terme a l'abril de 2015.
Abans de 2013, no es van intentar amaratges d'aigua amb èxit de vehicles de llançament, mentre que els amaratges periòdics d'aigua de càpsules espacials s'han aconseguit des de 1961. La gran majoria dels vehicles de llançament espacial s'enfonsen verticalment i són destruïts en caure de nou a la Terra. Les excepcions inclouen els vehicles d'amaratge vertical suborbitals (per exemple, Masten Xoie o el vehicle Armadillo Aerospace' Lunar Lander Challenge), i els avions espacials que utilitzen l'enlairament vertical, l'amaratge horitzontal (VTHL) (per exemple, el transbordador espacial, o el X-37 de la USAF) que tenen tren d'amaratge per permetre els amaratges a la pista. Cada sistema de vol espacial d'enlairament vertical fins a la data s'ha basat en propulsors prescindibles per començar cada ascens a la velocitat orbital. Això està començant a canviar.
Els recents avenços en el transport espacial privat, on ha sorgit una nova competència a les iniciatives espacials governamentals, han inclòs el disseny explícit de tecnologies de coets recuperables en coets acceleradors orbitals. SpaceX ha iniciat i finançat un programa multimilionari per perseguir aquest objectiu, conegut com el programa de desenvolupament de sistemes de llançament reutilitzable.
La versió de vol orbital del disseny de SpaceX  èxit en aconseguir un amaratge d'aigua (velocitat zero i altitud zero) a l'abril de 2014 en un coet Falcon 9 i va ser el primer amaratge suau controlat amb èxit a l'oceà d'un propulsor orbital de motor de coet líquid. Set vols de prova amb amaratges sobre l'aigua de prova de descens controlat, inclosos dos amb intents fallits d'amarar en una plataforma d'amaratge flotant, s'han dut a terme a l'abril de 2015.